# TAKUYA KIMURA Live Tour 2020 Go with the Flow
『TAKUYA KIMURA Live Tour 2020 Go with the Flow』（タクヤ キムラ ライブツアー 2020 ゴー・ウィズ・ザ・フロウ）は、木村拓哉の1作目のライブDVD/Blu-ray。2020年6月24日にビクターエンタテインメントから発売された。

## 概要
- 2020年の2月8日から2月20日に行われた木村拓哉による、国立代々木競技場第一体育館、大阪城ホールの2か所で行われた初のワンマンライブで、SMAP時代を含め、「Mr.S "saikou de saikou no CONCERT TOUR"」以来、約5年ぶりのツアー「TAKUYA KIMURA Live Tour 2020 Go with the Flow」の2月20日に大阪城ホールで開催したファイナルの模様を映像が収められている。
- 特典映像は初回限定盤と通常盤で異なる内容になっており、初回盤にはライブの裏側に密着した約28分におよぶ『Live Tour Making Movie』が収録され、SMAP時代の2曲が収録されている、スペシャルトラック。通常盤には、初ソロアルバム『Go with the Flow』（1月発売）に関わるコンテンツを集約。GYAO!で期間限定配信されていた特別番組『木村さ〜〜ん！特ば〜〜ん2！』の応募企画、『Play the Flow.』で選ばれた若手クリエイターによるミュージックビデオ「ローリングストーン」「NEW START」が収められ、また、この映像商品のみで視聴できる「Your Song」の未発表MVも収録されている。
- 初回盤と通常盤（初回プレス分のみ）のW購入者特典として、木村がステージ上で実際に使っていたものと全く同じデザインのドリンクボトルを用意。応募抽選で1000人に当たる。先着・予約特典クリアファイルは、Blu-rayのジャケットとDVDのジャケットの2種類。

## 収録内容

### 本編映像
1. Flow
2. NEW START
3. 弱い僕だから
4. Your Song
5. サンセットベンチ
6. Junction
7. Speaking to world
8. UNIQUE
9. Style
10. SHAKE
11. ローリングストーン
12. I wanna say I love you
13. Junction
14. TRUE LOVE
15. Tomorrow never knows
16. LA・LA・LA LOVE SONG
17. My Life
18. Leftovers
19. One Chance!
20. One and Only
21. 夜空ノムコウ
22. A Piece Of My Life
23. 俺たちに明日はある

### 特典映像

#### 初回盤
1. Live Tour Making Movie
2. らいおんハート（Special track）
3. $10（Special track）

#### 通常盤
1. ローリングストーン Music Video
2. NEW START Music Video
3. Your Song Music Video（未発表作品）

## コンサートツアー
ライブ名は『TAKUYA KIMURA Live Tour 2020 Go with the Flow』。初のソロオリジナルアルバム『Go with the Flow』を引っ提げての2会場で5公演が行われた初のワンマンライブツアーとなった。
発表当初は東京2公演、大阪2公演の計4公演だったが、チケット申込者が多数いた為、急遽追加公演として東京公演を1日追加。

### 開催日時・会場
|        | 開催日時 | 開演時間 | 会場                       |
| 2020年 | 2020年   | 2020年   | 2020年                     |
| ------ | -------- | -------- | -------------------------- |
| 1      | 2月8日   | 18:00    | 国立代々木競技場第一体育館 |
| 1      | 2月9日   | 17:00    | 国立代々木競技場第一体育館 |
| 1      | 2月11日  | 17:00    | 国立代々木競技場第一体育館 |
| 2      | 2月19日  | 18:00    | 大阪城ホール               |
| 2      | 2月20日  | 18:00    | 大阪城ホール               |